# Silly Fools

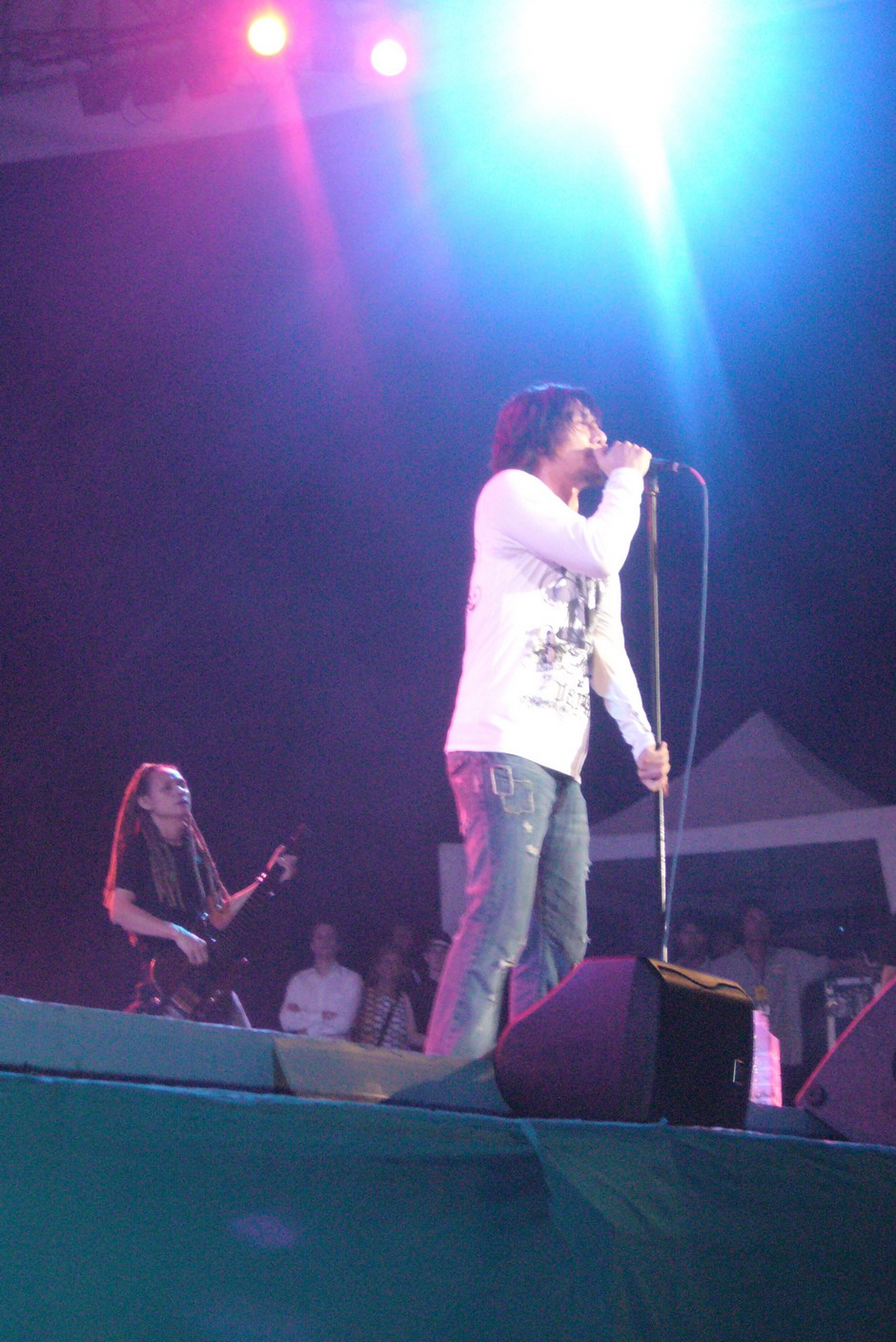
Silly Fools au Festival de musique de Pattaya en mars 2007.

Silly Fools est un groupe de rock Thaïlandais en activité depuis 1997. Son style peut être décrit comme du rock moderne alternatif lorgnant vers le metal.

## Membres
- Benjamin Jung Tuffnell (Ben)- Chanteur
- Songpol Juprasert (Ton)- Guitariste
- Thevarit Srisuk (Rung)- Bassiste
- Tortrakul Baingen (Tor)- Batteur

--
- Natapol Puthpawana (Toe)- ex-Chanteur

Ce dernier a quitté le groupe en juin 2006. Il ne voulait plus chanter dans des lieux où des boissons alcoolisées étaient servies, en raison de ses convictions religieuses (musulmane).

## Discographie
- EP. Sampler (1997)
- I.Q. 180 (1998)[1]
- Candyman (1999)
- Mint (2000)
- Juicy (2002)
- Fat Live V3 Concert (2003)
- King Size (2004)
- Mini (2007)
- The One (2008)
- The One Edition Spéciale Coffret (CD Anglais+Cd Thaï) (2008)

## Sources
- Silly Fools sur la Wikipédia anglophone